# Pannychella callicera
Pannychella callicera – gatunek chrząszcza z rodziny kózkowatych i podrodziny zgrzypikowych. Jedyny przedstawiciel rodzaju Pannychella.

## Zasięg występowania
Gatunek ten występuje w Meksyku.